# Demon Days
Demon Days é o segundo álbum de estúdio da banda virtual britânica Gorillaz. Foi lançado no dia 11 de maio de 2005 no Japão, depois em 23 de maio de 2005 no Reino Unido e em 24 de maio do mesmo ano nos Estados Unidos. Demon Days atingiu o primeiro lugar no Reino Unido e o sexto nos EUA, desbancando então o outro álbum de 2001, Gorillaz. A produção do álbum ficou, em sua maior parte, a cargo do músico Danger Mouse, da dupla Gnarls Barkley. Foi o 11º álbum mais vendido do mundo em 2005, de acordo com um relatório da IFPI, a Federação Internacional da Industria Fonográfica.
Demon Days entrou nas listas dos 100 maiores álbuns da década de 2000 da NME e da Complex, ficando na 98ª e 43ª posições, respectivamente. Ele também ficou em 75º lugar na lista dos 150 principais álbuns da década da Uncut, além de ter integrado a lista da Spin dos "300 melhores álbuns lançados entre 1985 e 2014".

## Informações
"Feel Good Inc.", o carro-chefe dos singles desse álbum, tornou-se o maior hit dos Gorillaz (2º lugar no Reino Unido, 14º lugar nos EUA) até hoje, além de ter ganhado um prêmio GRAMMY de Melhor Colaboração de Pop com Vocais. O segundo single do álbum, "DARE", com Shaun Ryder, tornou-se outro grande sucesso, dando à banda, pela primeira vez, o primeiro lugar nos singles do Reino Unido. Desde que foi lançado, Demon Days obteve duplo disco de platina nos EUA e seis discos de platina no Reino Unido.
O álbum tem contribuições de De La Soul, Neneh Cherry, Martina Topley-Bird, Roots Manuva, MF DOOM, Ike Turner, Bootie Brown do The Pharcyde, Shaun Ryder, Dennis Hopper, o London Community Gospel Choir e Children's Choir of San Fernandez.
A capa do álbum é uma referência ao Let It Be de The Beatles e à arte de Blur: The Best of, o mais vendido álbum do Blur, a primeira banda de Damon Albarn, cofundador dos Gorillaz.
Esse álbum foi lançado com a proteção de cópia Copy Control em várias regiões.
Demon Days foi mencionado pela primeira vez em artigos detalhando a reabertura do website dos Gorillaz na primeira quinzena de dezembro de 2004. Inicialmente, foi anunciado que o álbum seria lançado entre março e abril de 2005, mas o lançamento foi adiado. Em um artigo para a "Q Magazine" em fevereiro de 2005, foi dito que o álbum se chamaria We Are Happy Landfill. Outro título anterior a esse foi "Reject False Icons", que é também o título do projeto cultural dos Gorillaz.
Em janeiro de 2005 foi lançado um promo da música "Dirty Harry" e um vídeo exclusivo na internet chamado "Rock It". Mais tarde foi contado que a faixa "Rock It" não apareceria no álbum, e sim na coletânea de lados b D-Sides, lançada em novembro de 2007.

## Antecedentes e gravação
Enquanto Jamie Hewlett estava trabalhando com sua equipe em um roteiro para um possível filme do Gorillaz, Damon Albarn ainda estava gravando o álbum Think Tank com o Blur. Quando Albarn estava pronto para começar a escrever e gravar material para o filme Gorillaz, toda a ideia já havia sido descartada, embora as ideias do roteiro do filme ainda fossem usadas, incluindo os temas de ser impulsionado pelo ego e o mundo estar preso em um noite sem fim. Apesar disso, a principal fonte de inspiração do álbum veio na verdade como resultado da viagem de trem de Albarn de Pequim para a Mongólia, onde ele, sua parceira e sua filha de seis anos passaram um dia viajando pelo que ele descreve como uma "estranha, não falada, parte esquecida da China. Basicamente, eram árvores mortas, até onde a vista alcança", lembra Albarn. "Poeira, terra solta se transformando rapidamente em deserto. Há pequenas cidades-satélite no meio desses semidesertos que estão absolutamente de joelhos. E esta área é do tamanho da Europa. E então você acorda de manhã com este pesadelo em sua cabeça e é um céu azul e uma bela areia, que parece fantástico agora, mas provavelmente era outra coisa há milhões de anos. E isso vai acontecer conosco em nossa vida".
"Gorillaz faz dark pop; é isso que eles sempre se propuseram a alcançar", disse Albarn em uma entrevista à MTV News. “Todo o álbum meio que conta a história da noite - ficar acordado durante a noite - mas também é uma alegoria. É o que estamos vivendo basicamente, o mundo em um estado de noite”.
Para a produção de Demon Days, Albarn recrutou Danger Mouse no lugar de Dan "The Automator" Nakamura, que havia produzido o álbum de estreia do grupo. O líder do Gorillaz escolheu Danger Mouse após ouvir o The Grey Album, que o levou à fama por misturar o White Album dos Beatles e o Black Album de Jay-Z. Segundo Albarn, "Dan [The Automator] não estava ocupado, o projeto apenas precisava de uma abordagem um pouco diferente". Ele completou: "Danger Mouse, na minha opinião, é um dos melhores jovens produtores do mundo. Acho que o último álbum foi muito mais simplista. Era um território virgem - hip-hop animado, reggae, stroke-rock, rock latino - há muito mais complexidade com este álbum". Danger Mouse disse: "Foi incrível quando houve interesse de Damon. Eu ouvi demos do novo álbum, mas a maior parte foi ter a chance de fazer parte de algo que é tão forte - você apenas tem que pular. Tive um ano com altos e baixos (2004), mas foi definitivamente um grande passo quando eu tive a chance (de trabalhar com o Gorillaz)".

## Musicalidade
O site Sputnikmusic escreveu que o estilo do álbum "é uma forte incursão na fusão do hip-hop com pop e rock". A Odyssey disse que o álbum era "um dark pop apocalíptico no seu melhor, mais estranho e mais atual". A revista Vice chamou o álbum de "obra-prima do pop britânico" e escreveu que sua música "oscila entre o rap britânico, rock alternativo, piano-pop, trip-hop, reggae e psicodelia dos Beach Boys". A Spin descreveu o álbum como uma "expedição folk-disco-hip-hop-afro-pop-punk furtiva". Mike Schiller, da PopMatters, descreveu "Last Living Souls" como "piano pop ao estilo de McCartney".
Damon Albarn disse que o álbum pretendia ser uma representação de uma jornada pela noite em que cada faixa representa um confronto com um 'demônio' pessoal. O álbum também tem muitos temas líricos centrados na destruição que os humanos estão causando em todo o mundo; falando sobre a faixa "Fire Coming out of the Monkey's Head", Albarn explicou, "Isso veio de uma ideia muito ingênua, que é: o que vai acontecer quando eles tirarem todo o óleo da terra? Não vai haver esses buracos enormes? Com certeza esses buracos não deveriam estar vazios. Certamente há uma razão para que eles tivessem tudo isso dentro. É como uma cirurgia plástica ruim, eventualmente ela entra em colapso". Mike Schiller da PopMatters escreveu que Demon Days "(entretém) seus ouvintes não com um arco de história, mas um "arco musical" (que) começa lento e, honestamente, não tão estranho", descrevendo as primeiras faixas como "(soando) um pouco como a versão Casioed de um álbum de trip-hop de meados dos anos 90". A abertura do álbum, "Intro", contém uma amostra de "Dark Earth", da trilha sonora do filme O Despertar dos Mortos, de 1978.

## Gorillaz emDemon Days
Na fita de entrevista We Are the Dury, a banda respondeu questões sobre os detalhes do disco e suas opiniões na teoria musical do então novo álbum:
- Noodle - "Foi o processo de gravação do disco que se tornou o aprendizado; o resultado final foi o documento, mas o destino foi a jornada."
- Russel Hobbs - "Como um trabalho corporal, Demon Days foi mais focalizado e considerado do que o primeiro álbum, e talvez tenha uma maior gravidade, profundidade, do que o primeiro disco... A música foi para ele uma disciplina rígida, com um decorrente otimismo macabro."
- 2D - "Parece que alguém pegou o primeiro álbum e coloriu ele."
- Murdoc Niccals - "É, ficou bom do jeito que eu mandei ela fazer."

## Singles
- "Feel Good Inc." foi o primeiro single lançado. Foi lançado como um EP no Japão em 27 de abril de 2005 e como um single no Reino Unido e na Austrália em 9 de maio de 2005.
- "DARE" foi o segundo single lançado. Foi lançado em 29 de agosto de 2005 no Reino Unido, e em 7 de setembro de 2005 no Japão como um EP.
- "Dirty Harry" foi o terceiro single lançado. Foi lançado em 21 de novembro de 2005 no Reino Unido, e em 7 de dezembro de 2005 no Japão em forma de EP.
- "El Mañana / Kids With Guns" foi o quarto e último single do álbum. Foi lançado em 10 de abril de 2006 no Reino Unido, e em 19 de abril de 2006 no Japão como um EP. Os ganhadores da promoção "Search For A Star" colaboraram com os Gorillaz de várias formas nesse single.

## Edição limitada
Uma edição limitada do álbum foi lançada em uma capa especial, permitindo ao dono escolher qual integrante dos Gorillaz ficaria na capa. Também contêm um livreto especial, com letras e ilustrações para cada música, um DVD contendo um vídeo (com comentário auditivo), uma pré-animação do vídeo "Feel Good Inc.", curtas animados com os integrantes da banda, uma música inédita intitulada "The Swagga" e acesso online exclusivo para certas áreas do site dos Gorillaz, com vários papéis de parede e protetores de tela, além de um pé-de-cabra virtual, facilitando a abertura de um armário trancado na cozinha do site para fazer o download da música "We Are Happy Landfill".

## Recepção
| Críticas profissionais | Críticas profissionais |
| Pontuações agregadas   | Pontuações agregadas   |
| Fonte                  | Avaliação              |
| ---------------------- | ---------------------- |
| Metacritic             | 82/100                 |
| Avaliações da crítica  |                        |
| Fonte                  | Avaliação              |
| Allmusic               | [ 25 ]                 |
| BBC                    | (favorável)            |
| The Guardian           | [ 27 ]                 |
| Los Angeles Times      | [ 28 ]                 |
| Mojo                   | [ 29 ]                 |
| NME                    | (8/10)                 |
| The Observer           | [ 31 ]                 |
| Pitchfork Media        | (6.9/10)               |
| Q                      | [ 33 ]                 |
| Rolling Stone          | [ 34 ]                 |

No Metacritic, que atribui uma classificação normalizada de 100 às críticas dos críticos convencionais, Demon Days recebeu uma pontuação média de 82, indicando "aclamação universal". O editor do AllMusic, Stephen Thomas Erlewine, escreveu que Demon Days é "unificado e intencional de uma forma que a música de Albarn não era desde The Great Escape" e "está ao lado dos melhores álbuns do Blur, fornecendo uma pedra de toque tonal para esta década da maneira que Parklife fez nos anos 90". Paul Mardles do The Observer sentiu que, em comparação com Gorillaz, as canções em Demon Days eram "mais totalmente realizadas e cheias de ideias", e que o álbum pode vir a ser a "obra-prima de Albarn". Escrevendo na Entertainment Weekly, David Browne chamou-o de "assustador e mais tenso". O crítico do Los Angeles Times Robert Hilburn afirmou que as "palavras evocativas de Albarn, melodicamente convincentes, embora subestimadas e com vocais contidos" estão no centro emocional de Demon Days, "transcendendo o truque ainda mais do que no primeiro álbum do Gorillaz". Rob Mitchum, da Pitchfork Media, sentiu que, embora Demon Days fosse irregular, os experimentos de Albarn "se encaixavam o suficiente para tornar o Gorillaz mais do que uma mera novidade do Adult Swim". Em uma avaliação mista, Alex Mar da Rolling Stone descreveu Demon Days como "acertar ou errar" e sentiu que os vocais "fonéticos e incrivelmente planos" de Albarn pesaram sobre o disco. Em contraste, a Uncut afirmou que o álbum apresentava "grandes batidas, produção brilhante, melodias de topo e algumas das melhores canções de Albarn". Robert Christgau do The Village Voice deu a Demon Days uma menção honrosa de três estrelas, indicando que "um agradável esforço aos ouvintes sintonizados com sua estética dominante ou visão individual podem muito bem ser valorizados", e selecionou "All Alone" e "Dare" como destaques. A Spin classificou Demon Days como o quarto melhor álbum de 2005, enquanto a Mojo classificou-o no décimo oitavo lugar em sua lista de final de ano e saudou o álbum como um "marco pop contemporâneo que quebra o gênero". A NME colocou-o em 98º lugar em sua lista dos 100 melhores álbuns da década. Já a Uncut classificou-o em 75 em sua lista dos 150 melhores álbuns da década, enquanto a Complex incluiu-o em sua lista dos 100 melhores álbuns da década, colocando-o na posição 43. Posteriormente, a Spin incluiu-o em sua lista dos 300 melhores álbuns de 1985–2014.

## Faixas
Todas as faixas foram escritas pelo Gorillaz, exceto as que especificam quem as fez:
| N.º | Título                                                                   | Compositor(es)                     | Duração |  |
| 1.  | "Intro"                                                                  | Gorillaz, Don Harper               | 1:03    |  |
| 2.  | "Last Living Souls"                                                      |                                    | 3:11    |  |
| 3.  | "Kids with Guns" (com Neneh Cherry)                                      |                                    | 3:45    |  |
| 4.  | "O Green World"                                                          |                                    | 4:31    |  |
| 5.  | "Dirty Harry" (com Bootie Brown)                                         | Gorillaz, Romye Robinson           | 3:43    |  |
| 6.  | "Feel Good Inc." (com De La Soul)                                        | Gorillaz, David Jolicoeur          | 3:41    |  |
| 7.  | "El Mañana"                                                              |                                    | 3:50    |  |
| 8.  | "Every Planet We Reach Is Dead"                                          |                                    | 4:53    |  |
| 9.  | "November Has Come" (com MF DOOM)                                        | Gorillaz, Daniel Dumile            | 2:41    |  |
| 10. | "All Alone" (com Roots Manuva; vocal de apoio de Martina Topley-Bird)    | Gorillaz, Rodney Smith, Simon Tong | 3:30    |  |
| 11. | "White Light"                                                            |                                    | 2:08    |  |
| 12. | "DARE" (com Shaun Ryder)                                                 |                                    | 4:04    |  |
| 13. | "Fire Coming Out of the Monkey's Head" (com a narração de Dennis Hopper) |                                    | 3:16    |  |
| 14. | "Don't Get Lost in Heaven"                                               |                                    | 2:00    |  |
| 15. | "Demon Days"                                                             |                                    | 4:29    |  |

| Faixas bônus das versões japonesas (Há três edições japonesas diferentes, cada uma com uma faixa bônus diferente.) | |                |  |
| N.º | Título | Duração        |  |
| 16. | "68 State" (faixa bônus das versões padrão e limitada japonesa) "People" (faixa bônus da reedição japonesa) "Hong Kong" (com Zeng Zhen - ao vivo na Manchester Opera House) (faixa bônus da edição premium japonesa) | 4:46 3:27 6:38 |  |

## Desempenho nas tabelas
| Paradas (2005)                                     | Melhor posição |
| -------------------------------------------------- | -------------- |
| Alemanha (Media Control Charts)                    | 2              |
| Austrália (ARIA Charts)                            | 2              |
| Áustria (Ö3 Austria Top 40)                        | 3              |
| Bélgica (Ultratop 50 Flandres)                     | 4              |
| Bélgica (Ultratop 40 Valônia)                      | 2              |
| Canadá (Canadian Albums Chart)                     | 5              |
| Dinamarca (Hitlisten)                              | 3              |
| Espanha (PROMUSICAE)                               | 22             |
| Estados Unidos (Billboard 200)                     | 6              |
| Estados Unidos (Billboard Dance/Electronic Albums) | 1              |
| Estados Unidos (Billboard Top Alternative Albums)  | 7              |
| Estados Unidos (Billboard Top Rock Albums)         | 6              |
| Finlândia (IFPI)                                   | 10             |
| França (SNEP)                                      | 1              |
| Grécia (IFPI)                                      | 1              |
| Holanda (Mega Charts)                              | 15             |
| Hungria (MAHASZ)                                   | 23             |
| Irlanda (IRMA)                                     | 2              |
| Islândia (Tónlistinn)                              | 5              |
| Itália (FIMI)                                      | 5              |
| Japão (Oricon)                                     | 7              |
| México (AMPROFON)                                  | 4              |
| Noruega (VG-lista)                                 | 7              |
| Nova Zelândia (RMNZ)                               | 3              |
| Polônia (ZPAV)                                     | 13             |
| Portugal (AFP)                                     | 5              |
| Reino Unido (UK Albums Chart)                      | 1              |
| Singapura (RIAS)                                   | 3              |
| Suécia (Sverigetopplistan)                         | 25             |
| Suíça (Schweizer Hitparade)                        | 1              |

| Paradas (2005)                                         | Posição |
| ------------------------------------------------------ | ------- |
| Alemanha (Media Control Charts)                        | 28      |
| Austrália (ARIA Charts)                                | 14      |
| Áustria (Ö3 Austria Top 40)                            | 21      |
| Bélgica (Ultratop 50 Flandres)                         | 39      |
| Bélgica (Ultratop 40 Valônia)                          | 31      |
| Bélgica (Ultratop Alternative Albums Flandres)         | 29      |
| Dinamarca (Hitlisten)                                  | 26      |
| Estados Unidos (Billboard 200)                         | 41      |
| Estados Unidos (Billboard Top Electronic Albums)       | 1       |
| França (SNEP)                                          | 42      |
| Holanda (Mega Charts)                                  | 93      |
| Irlanda (IRMA)                                         | 13      |
| Itália (FIMI)                                          | 51      |
| México (AMPROFON)                                      | 64      |
| Nova Zelândia (RMNZ)                                   | 11      |
| Reino Unido (UK Albums Chart)                          | 5       |
| Suíça (Schweizer Hitparade)                            | 31      |
| Paradas (2006)                                         | Posição |
| Austrália (ARIA Charts)                                | 46      |
| Bélgica (Ultratop 50 Flandres)                         | 94      |
| Estados Unidos (Billboard 200)                         | 67      |
| Estados Unidos (Billboard Top Dance/Electronic Albums) | 3       |
| França (SNEP)                                          | 106     |
| Reino Unido (UK Albums Chart)                          | 42      |
| Paradas (2007)                                         | Posição |
| Estados Unidos (Billboard Top Dance/Electronic Albums) | 11      |
| Paradas (2017)                                         | Posição |
| Estados Unidos (Billboard Top Dance/Electronic Albums) | 7       |
| México (AMPROFON)                                      | 86      |
| Paradas (2018)                                         | Posição |
| Estados Unidos (Billboard Top Dance/Electronic Albums) | 7       |
| México (AMPROFON)                                      | 66      |
| Paradas (2019)                                         | Posição |
| Estados Unidos (Billboard Top Dance/Electronic Albums) | 13      |
| México (AMPROFON)                                      | 96      |
| Paradas (2020)                                         | Posição |
| Estados Unidos (Billboard Top Dance/Electronic Albums) | 13      |
| Paradas (2021)                                         | Posição |
| Estados Unidos (Billboard Top Dance/Electronic Albums) | 4       |
| Paradas (2022)                                         | Posição |
| Estados Unidos (Billboard Top Dance/Electronic Albums) | 3       |
| Paradas (2023)                                         | Posição |
| Estados Unidos (Billboard Top Dance/Electronic Albums) | 6       |

## Certificações
| País                  | Certificação | Vendas     |
| --------------------- | ------------ | ---------- |
| Alemanha (BVMI)       | Platina      | 200.000+   |
| Argentina (CAPIF)     | Ouro         | 20.000+    |
| Austrália (ARIA)      | 3× Platina   | 210.000+   |
| Áustria (IFPI)        | Platina      | 30.000+    |
| Canadá (Music Canada) | 2× Platina   | 200.000+   |
| Dinamarca (IFPI)      | 4× Platina   | 80.000+    |
| Estados Unidos (RIAA) | 2× Platina   | 2.000.000+ |
| França (SNEP)         | Platina      | 200.000+   |
| Irlanda (IRMA)        | 5× Platina   | 75.000+    |
| Itália (FIMI)         | Ouro         | 25.000+    |
| Japão (RIAJ)          | Ouro         | 100.000+   |
| México (AMPROFON)     | Ouro         | 50.000+    |
| Nova Zelândia (RMNZ)  | 5× Platina   | 75.000+    |
| Polônia (ZPAV)        | Platina      | 20.000+    |
| Portugal (AFP)        | Platina      | 20.000+    |
| Reino Unido (BPI)     | 6× Platina   | 1.943.725  |
| Rússia (NFPF)         | Ouro         | 10.000+    |
| Suíça (IFPI)          | Ouro         | 20.000+    |
| Resumo                | Certificação | Vendas     |
| Europa (IFPI)         | 2× Platina   | 2.000.000+ |